# Casa da Coutada
A Casa da Coutada, ou Casa e Quinta da Coutada, localiza-se na freguesia de Giela, no município de Arcos de Valdevez, em Portugal.
É uma casa brasonada setecentista com uma escadaria exterior central. Está integrada numa quinta, rodeada por jardins e espaços verdes.
Está classificada como Imóvel de Interesse Municipal desde 1982.